# シワエイ
シワエイ（Raja undulata）は、ガンギエイ目に分類されるエイの一種。アイルランド南部とイギリスからギニア湾までの地中海と東大西洋に分布する。水深200 m以浅の大陸棚の砂地に生息する。乱獲の影響で個体数が減少し、絶滅危惧種に指定されている。

## 形態
体盤は前部が三角形、後部は円形。体は楯鱗で覆われる。体盤に雄は両側に1列ずつ、雌は3列ずつ棘がある。眼は中程度の大きさで、後ろに噴水孔がある。アーチ状の口は腹側にあり、その後ろに5対の小さな鰓裂がある。尾は体と同じ長さで、先端近くに二基の背鰭があり、その間に二本の棘がある。尾鰭は無い。体色は背面が明るい茶色から灰色で、名前の由来にもなった濃い波状の帯と多数の小さな白や黄色の斑点がある。吻部と体盤縁は色が薄く、暗い斑点が見られる。腹面はクリーム色から白色で、縁は灰色がかる。体重は通常4.5 kgで、最大で10.04 kg、全長100 cmに達する。

## 分布と生息地
大西洋北東部に不連続に分布する。アイルランド南部、イングランドからセネガル、地中海西部に分布している。珍しい種だが、主にアイルランドの北西部、英仏海峡の東側、ポルトガルの南海岸付近などでは個体数が多い。 地中海北部にも散発的に分布する。沿岸から大陸斜面上部までの水深50 - 200 m の砂泥底に生息し、浅場で見られることもある。

## 生態
生態については不明な点が多い。椎骨による年齢判定では、寿命は21 - 23 歳と推定された。卵生であり、雌は3月から9月にかけて産卵する。卵殻は黒く角のような突起を持ち、「人魚の財布」と呼ばれる。長さは72 - 90 mm、幅は 42 - 52 mm。海の荒れた後に海岸に打ち上げられ、通常は孵化した後の殻だけである。小魚、甲殻類、軟体動物、その他の底生生物を捕食する。生殖腺体指数が冬に高く、その時期に繁殖すると考えられる。雌は雄よりも大きな体格と高い年齢で性成熟する。

## 人との関わり
トロール網、刺し網、釣りで漁獲される。水族館で飼育される。
性成熟が遅い種のため漁獲に脆弱で、個体数がアイルランド地域で減少しており、英国海峡でも捕獲されなくなり、2009年にEU水域での捕獲が違法となった。